# Joan Manuel Serrat
Pour les articles homonymes, voir Serrat.
 (avril 2025).
Si vous disposez d'ouvrages ou d'articles de référence ou si vous connaissez des sites web de qualité traitant du thème abordé ici, merci de compléter l'article en donnant les références utiles à sa vérifiabilité et en les liant à la section « Notes et références ».
Joan Manuel Serrat i Teresa (né le 27 décembre 1943 à Barcelone) est un auteur-compositeur-interprète espagnol. Il est surnommé El noi del Poble-sec (le gars de Poble Sec, le quartier de Barcelone où il est né et a vécu jusqu'à son adolescence) ou El Nano en Argentine.
Il fait partie, avec d'autres intellectuels espagnols des années 1960, de la Gauche divine.

## Biographie
Il est le fils d'un Catalan et d'une Aragonaise, ce qui fait de lui un xarnego. Ses grands-parents maternels (Joana et Manuel)  ont été assassinés durant la guerre d'Espagne. Il tire donc son prénom composé de ceux de ses grands-parents. Il s'est inscrit en 1964 à la faculté de Biologie, mais participa durant la même année à un programme de Radio Barcelone en interprétant à la guitare ses premières compositions. Miquel Porter l'entendit et lui proposa d'intégrer Els Setze Jutges, un groupe de chanteurs catalans dont le but était de promouvoir l'utilisation du catalan par leurs œuvres (mouvement de la nouvelle chanson catalane). Joan Manuel Serrat enregistre alors son premier disque, qui contient la chanson Una guitarra qui lui apporta rapidement la notoriété. Son second disque, Ara que tinc vint anys, sorti en 1966, contenait quant à lui les thèmes Me’n vaig a peu et Cançó de matinada qui furent également de grands succès.
Étant donné qu'il chantait en catalan, le gouvernement de Francisco Franco a écarté sa candidature à l'Eurovision 1968 lui préférant la chanteuse Massiel, qui remporta le concours.

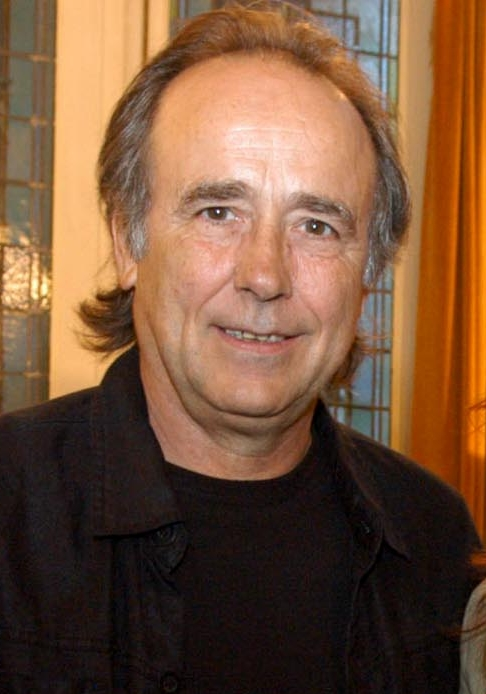
Joan Manuel Serrat

Il est considéré comme l'un des fondateurs de la Nova Cançó. Il est l'auteur de plus de 300 chansons, écrites soit en catalan (Pare, Plany al mar, Ara que tinc vint anys, etc), soit en espagnol (Mediterráneo, Tu nombre me sabe a yerba, Hoy puede ser un gran día, A Usted, El carrusel del Furo,Toca madera, Vagabundear, Pueblo blanco etc), et bon nombre d'entre elles sont devenues des "classiques". Il est très connu dans le monde hispanophone, en plus de la catalanophonie, parce que les textes de ses chansons sont très novateurs, touchant des sujets qui étaient interdits à l'époque : sexe, politique, corruption, répression.
En 1969, il a un fils, nommé Queco, avec la modèle Mercedes Doménech. L'existence de cet enfant sera tenue secrète durant 4 ans.
En 1971 il a sorti son album Mediterráneo, un de ses disques les plus importants. Il devient alors un des principaux symboles de la liberté en Espagne et en Amérique Latine.
Dans ce disque, on trouve une chanson portant le même titre, et qui exprime de façon très émouvante et inspirée l'amour de Joan Manuel Serrat pour la mer Méditerranée près de laquelle il est né.
En 1975, à la suite de certaines déclarations il dut partir en exil à Mexique durant un an, à la suite d'un mandat d'arrêt lancé contre lui par le gouvernement de Franco. Plusieurs de ses chansons sont alors censurées et interdites.
À la fin des années 1970, il s'est enfermé au monastère de Montserrat, à Barcelone, avec d'autres intellectuels et artistes, pour protester contre le procès de Burgos et contre la peine de mort.
En 1978, il épouse Candela Tiffón, et a, un an plus tard, une fille nommée María. Ils auront par la suite une autre fille nommée Candela.
En 1983 il réalise une grande tournée en Amérique du Sud, sauf au Chili, encore gouverné par Pinochet, et où ses œuvres sont interdites.
Durant presque 18 ans, le gouvernement de Pinochet le déclare persona non grata au Chili. Il revient pour la première fois au Chili en 1990, et propose un concert émouvant. Il se rendra par la suite plusieurs fois au Chili après que Pinochet aura quitté le pouvoir.
En 2006, il rendra visite à Michelle Bachelet, présidente chilienne socialiste nouvellement élue, et lui offrira quelques bouteilles de son vignoble personnel, qu'il exploite depuis plusieurs années.
Il est devenu international quand il a mis en musique certains vers de poètes espagnols, tels qu'Antonio Machado, Miguel Hernández et León Felipe. Dans sa langue paternelle, il a mis en musique les œuvres de Joan Salvat Papasseit, l'un des plus grands poètes catalans.
Des artistes cubains lui ont rendu hommage avec deux albums de reprises Cuba le canta a Serrat (volume 1 et 2).

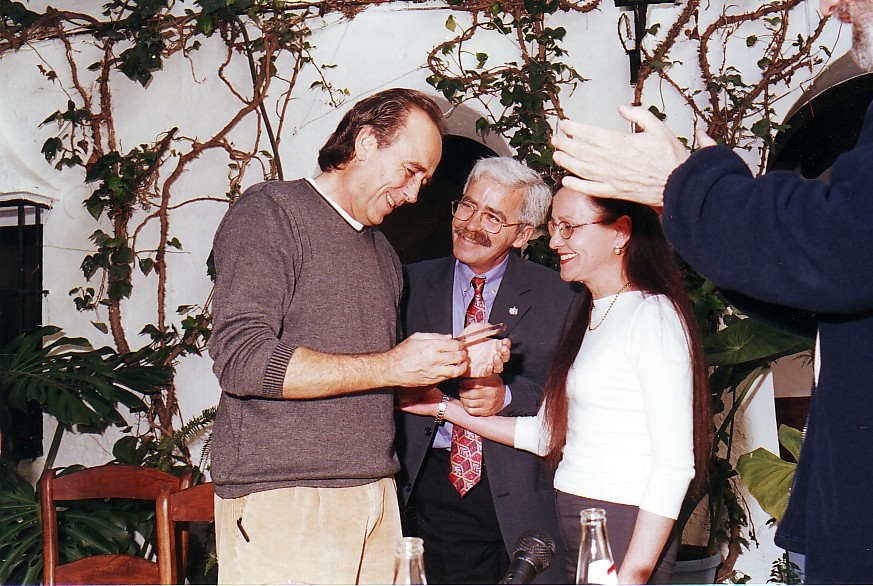
Joan Manuel Serrat recevant le prix Fiambrera de Plata 2001 à Cordoue

Fin 2003, il sort un nouveau disque "Serrat Sinfonico" avec l'Orchestre symphonique de Barcelone et national de Catalogne, sous la direction musicale de Joan Amargós. Sur ce disque, où les chansons de Serrat sont arrangées pour orchestre, on trouve 15 chansons déjà connues, et une nouvelle, dont le texte, Herido de Amor est dû au poète Federico García Lorca. 	 
En 2004, le journal El Periódico de Catalunya lui décerne le prix "Català de l'Any" (« Catalan de l'année ») en hommage à ses 40 années de carrière. La même année, il reçoit la Médaille d'or du mérite des beaux-arts par le Ministère de l'Éducation, de la Culture et des Sports.	 
Le 15 mars 2006, il a reçu le titre de doctor honoris causa de l'Université de Madrid pour sa contribution aux cultures espagnole et catalane. Il obtient ensuite la Médaille d'or du Mérite au Travail pour l'ensemble de sa carrière.

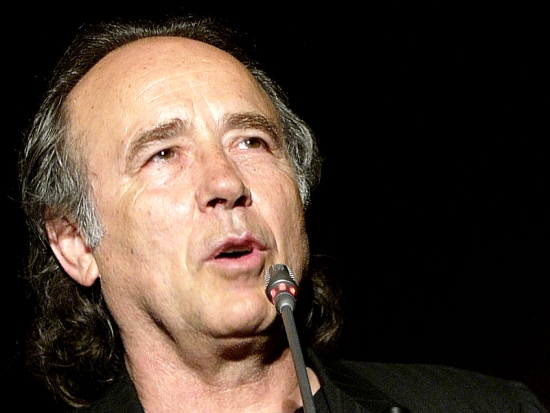
Joan Manuel Serrat en 2008

Le 18 avril 2006, Serrat sort un nouveau disque ("Mô", abréviation du nom de la ville de Mahon, capitale de l'île espagnole de Minorque, où le chanteur a une maison et passe les étés) de chansons en catalan. Il s'agit de sa première production dans cette langue depuis 17 ans. Serrat entreprend alors une tournée de promotion de son disque dans toute l'Espagne. 	  		 
En 2007, le journal El Periódico de Catalunya publie une collection "Serrat Personal" de 16 disques choisis par Joan Manuel Serrat et avec des textes écrits par lui pour présenter ces disques et les personnes qui y ont participé. Il organise de plus une nouvelle tournée, avec le chanteur Joaquín Sabina, intitulée Dos pájaros de un tiro. Et en 2007 il reçoit le titre de chevalier de la Légion d'honneur de la République française.
En 2009, un nouvel album est publié, sous le titre Hijo de la luz y de la sombra. Comme l'album Miguel Hernández de 1972, il est consacré à l'adaptation et à la mise en musique de 13 textes du poète espagnol Miguel Hernández, à l'occasion du centenaire de sa naissance.
Le 16 décembre 2010, Joan Manuel Serrat reçoit, au Théâtre Solís de Montevideo (Uruguay) le prix Memoria del Fuego, des mains de l'écrivain Eduardo Galeano. Le prix, composé d'une statuette du sculpteur Octavio Podestá fut institué par l'hebdomadaire Brecha pour son 25e anniversaire, et il est remis à un créateur qui exalte les valeurs sociales et les droits de l'homme.
Le 6 février 2012, il présente avec Joaquín Sabina La orquesta del Titanic. Ils annoncent également une tournée en Uruguay, en Argentine, au Chili, au Mexique, aux États-Unis, au Costa Rica, en République Dominicaine et en Espagne.
Pour fêter ses 50 ans de carrière, il choisit 50 chansons, souvent réenregistrées et parfois sous forme de duos qui sont incluses dans le disque Antología desordenada. La sortie de ce disque est suivie d'une longue série de concerts à travers l'Espagne, l'Amérique Latine, et même à l'Olympia de Paris, le 29 mai 2015.
Il démarre en 2017 une nouvelle tournée en Espagne, en France et en Amérique Latine, intitulée "Mediterraneo da Capo", basée sur les titres de son album emblématique "Mediterraneo", ainsi qu'un nouvel album portant le même titre. Il se produit dans le cadre de cette tournée à l'Olympia de Paris, le 12 mai 2018.

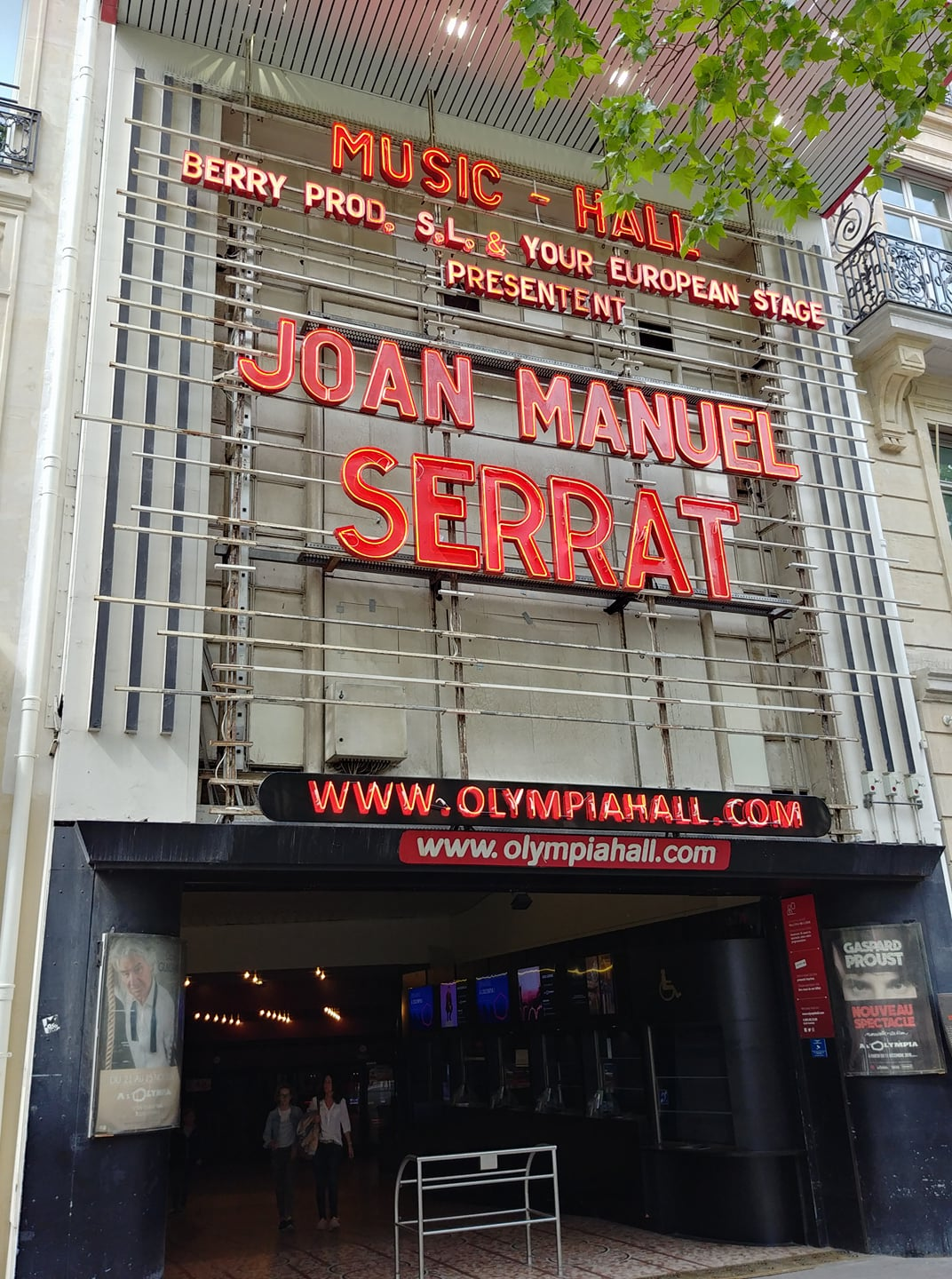
Joan Manuel Serrat annoncé sur la façade de l'Olympia à Paris, le 12 mai 2018 (tournée "Mediterraneo da Capo").

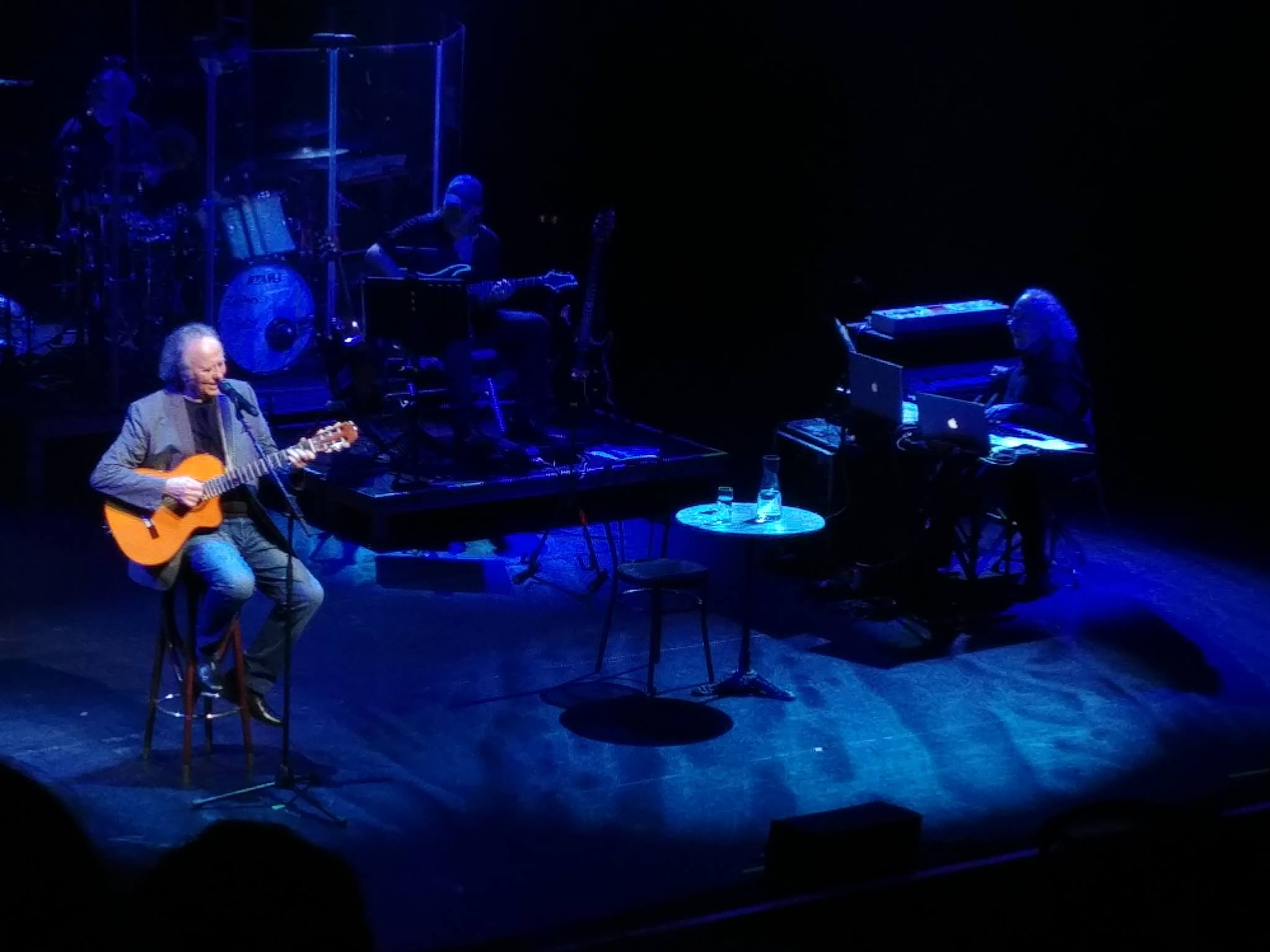
Joan-Manuel Serrat durant le concert du 12 mai 2018 à l'Olympia à Paris (tournée "Mediterraneo da Capo").

En Novembre 2021, Joan Manuel Serrat annonce son prochain retrait de la scène, après une tournée d'adieu prévue en 2022 et intitulée "El vicio de cantar". Il n'exclut toutefois pas de continuer à composer et à publier des disques,.
Après s'être présenté une dernière fois sur les scènes de la plupart des pays d'Amérique Latine et des principales villes d'Espagne, Joan-Manuel Serrat donne son dernier concert à Barcelone le 23 décembre 2022. Il termine la représentation  avec la chanson Una guitarra avec laquelle il avait commencé sa carrière.
Le 8 janvier 2022, Joan Manuel Serrat participe au concert Más fuertes que el volcán, organisé par Radiotelevisión Española au bénéfice des personnes touchées par l'éruption du volcan Cumbre Vieja aux îles Canaries en 2021. En 2024 il a reçu la distinction espagnole le Prix Princesse des Asturies.

## Discographie
- Ara que tinc vint anys (Edigsa, 1967)
- Cançons tradicionals (Edigsa, 1967)
- Com ho fa el vent (Edigsa, 1968)
- La paloma (Zafiro/Novola, 1969)
- Dedicado a Antonio Machado, poeta (Zafiro/Novola, 1969)
- Serrat 4 (Edigsa, 1970)
- Mi niñez (Zafiro/Novola, 1970)
- Mediterráneo (Zafiro/Novola, 1971)
- Miguel Hernández (Zafiro/Novola, 1972)
- Per al meu amic (Edigsa, 1973)
- Para vivir (Canción infantil para despertar a una paloma morena de tres primaveras) (Zafiro/Novola, 1974)
- ...Para piel de manzana (Ariola, 1975)
- Res no és mesquí (Edigsa, 1977)
- 1978 (Ariola, 1978)
- Tal com raja (Ariola, 1980)
- En tránsito (Ariola, 1981)
- Cada loco con su tema (Ariola, 1983)
- Fa vint anys que tinc vint anys (Ariola, 1984)
- En directo (Ariola, 1984)
- El sur también existe (Ariola, 1985)
- Sinceramente teu (avec Maria Bethania, Raimundo Fagner, Gal Costa, Caetano Veloso et Toquinho) (Ariola, 1986)
- Bienaventurados (Ariola, 1987)
- Material sensible (Ariola, 1989)
- Utopía (Ariola, 1992)
- Nadie es perfecto (Ariola, 1994)
- Banda sonora d'un temps d'un país (Ariola, 1996)
- El gusto es nuestro (avec Ana Belén, Miguel Ríos et Víctor Manuel) (Ariola, 1996)
- Liliana, Historia de Babar y Viaje a la luna (récit et musique, Audivis Ibérica, 1997)
- Liliana, Història de Babar i Viatge a la lluna (récit et musique, Audivis Ibérica, 1997)
- Sombras de la China (Ariola, 1998)
- Cansiones (Ariola, 2000)
- Versos en la boca (BMG, 2002)
- Serrat sinfónico (BMG, 2003)
- Mô (BMG, 2006)
- Hijo de la luz y de la sombra (BMG, 2009)
- Antología desordenada (2015)

Participation : reprise de sa chanson Lucia en bachata en duo avec Víctor Víctor sur l'album Bachata entre amigos
Disques en hommage à Joan Manuel Serrat
- Serrat, eres único (BMG Ariola, 1995)
- Serrat, eres único (volume 2) (BMG Ariola, 2005)
- Cuba le canta a Serrat (Discmedi, 2005)
- Per al meu amic Serrat (Discmedi, 2006)
- Cuba le canta a Serrat (volume 2) (Discmedi, 2007)
- Cantares (los artistas flamencos cantan a Serrat)